# 윗니
윗니 또는 상치(上齒)는 위 턱에 난 이를 말한다. 사람 윗니는 젖니의 경우 좌우 양쪽에 5개씩 10개, 간니의 경우 좌우 양쪽에 8개씩 16개이다.

## 같이 보기
- 이
- 아랫니